# Rudolf Ludmila
Rudolf Ludmila (16. prosince 1872 Soběslav – 13. června 1953 Praha), byl český kreslíř a malíř, učitel na základní škole v Přibyslavi.

## Život
V roce 1881 dostudoval na Učitelském ústavu v Soběslavi, po absolvování rok pracoval jako podučitel v Přibyslavi. Než se vrátil v roce 1903 zpět do Přibyslavi, učil mezi lety 1892 až 1903 na několika školách; učil v Kraborovicích, Malči, Světnově, Vojnově Městci, Stržanově, Škrdlovicích, Běstvině a Horním Studenci. Roku 1903 se oženil s dcerou přibyslavského cukráře Annou Němcovou a usadil se. O rok později nastoupil na místní základní školu, nyní již jako řádný učitel, kde působil až do roku 1933.
Mimo učení se věnoval také malířství a kreslířství, mezi jeho hlavní témata patřilo hlavně město Přibyslav a jeho okolí, mimo vlastní tvorby překresloval i starší díla z tématu. Podílel se na prvním vydání Kroniky přibyslavské; zároveň vedl a propagoval místní divadelní ochotnický soubor. Rudolf Ludmila se zajímal také o hasičské samaritánství, stal se členem sboru dobrovolných hasičů v Přibyslavi a posléze v roce 1926 byl určen krajským samaritánským náčelníkem pro oblast Praha–Tábor. V roce 1942 se všech hasičských funkcí dobrovolně vzdal.
Se svou ženou Annou měli syna Jaroslava. Nedlouho poté, co jeho manželka Anna v roce 1944 zemřela, se Rudolf Ludmila přestěhoval za rodinou svého syna do Prahy. Zde 13. června 1953 zemřel.